# Les Échelles
Les Échelles is een gemeente in het Franse departement Savoie (regio Auvergne-Rhône-Alpes). De gemeente maakt deel uit van het arrondissement Chambéry. Les Échelles telde op 1 januari 2022 1.270 inwoners.
De plaats is gebouwd op een historische locatie. In de Romeinse tijd liep hier al een weg van Lyon naar Milaan. Beatrix van Savoye (1205-1266) had er een burcht. Het gemeentehuis is een oude commanderij van de Maltezer Orde.

## Geografie
De oppervlakte van Les Échelles bedroeg op 1 januari 2022 3,75 vierkante kilometer; de bevolkingsdichtheid was toen 338,7 inwoners per km². De gemeente ligt ten westen aan de voet van de Chartreuse op de rechteroever van de Guiers Vif. Bij Les Échelles komen de twee takken van de rivier samen om als één rivier –de Guiers– verder te stromen naar de Rhône.

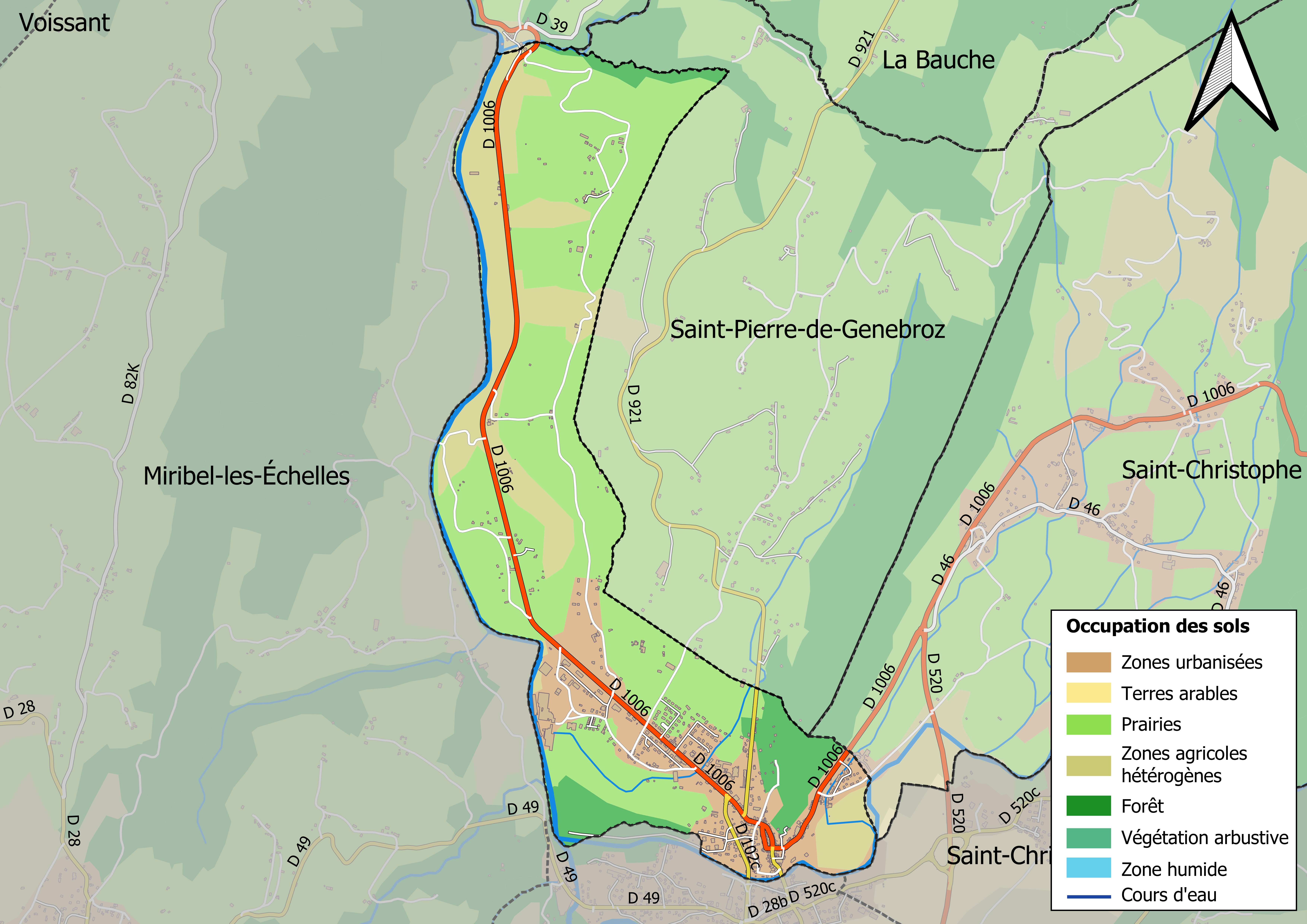
Kaart van de gemeente met de belangrijkste infrastructuur, bodemgebruik en omliggende gemeenten

## Demografie
Onderstaande figuur toont het verloop van het inwonertal (bron: INSEE-tellingen).